# Aafos
Aafos (em acã: Ahafo) são um subgrupo dos acãs e habitam o Gana nas regiões Ocidental e Abrom-Aafo e através da fronteira da Costa do Marfim. Segundo estimado em 1999, há mais de 50 000 aafos.